# Chara-Byrka
Chara-Byrka (ros. Хара-Бырка) – wieś w Rosji, w Kraju Zabajkalskim, w rejonie ołowiannińskim. W 2010 liczyła 568 mieszkańców.